# Serie B 2021-2022 (pallacanestro maschile)
La Serie B 2021-2022, per ragioni di sponsorizzazioni Serie B Old Wild West 2021-2022, è l'ottava stagione come terzo livello del Campionato italiano di pallacanestro, il nono sotto la gestione della nuova LNP.

## Stagione

### Novità
- L'Olimpo Alba diventa Langhe Roero Basketball, dalla fusione insieme alla squadra di Serie C Gold Piemontese Abet Bra.[1]
- Legnano rileva il titolo sportivo della neopromossa Robur Basket Saronno che rinuncia alla partecipazione del campionato.[2]
- Del Fes Avellino rileva il diritto sportivo di partecipazione di Fortitudo Roma.[2]
- Basket Cecina, squadra iscritta quale riserva e prima avente diritto, viene ripescata poiché la Cestistica San Severo viene a sua volta ripescata in A2.[2]
- Montegranaro viene ripescata come seconda squadra avente diritto per l'ultimo posto vacante.[2]

### Formula
La Stagione regolare prevede quattro gironi da 16 squadre, turno di andata e ritorno. Al termine:
- le prime 8 di ogni girone accedono a 4 tabelloni playoff da 8 squadre ciascuno, su tre turni al meglio delle 5 gare. I quattro tabelloni vedono l'incrocio tra girone A e B nei tabelloni 1 e 2 mentre i tabelloni 3 e 4 vi è l'incrocio tra C e D. Le vincenti sono promosse in A2 2022/2023.
- le squadre classificate dal 12º al 15º posto accedono ad un turno unico al meglio delle 5 gare tra squadre dello stesso girone: le migliori perdenti accedono al secondo turno, dove la vincete ottiene la permanenza in Serie B.
- Scendono direttamente in Serie C regionale le squadre che al termine della stagione regolare si classificano al 16º posto.

## Girone A

### Squadre
| Squadra               | Stagione | Città                  | Palazzetto                                                                                       | Stagione precedente                                    |
| --------------------- | -------- | ---------------------- | ------------------------------------------------------------------------------------------------ | ------------------------------------------------------ |
| Langhe Roero          | ...      | Alba                   | Pala 958 Santero                                                                                 | 10º posto in Serie B Girone A                          |
| College Borgomanero   | ...      | Borgomanero            | PalaDonBosco (1ª-8ª) PalaCadorna (9ª-)                                                           | 1º posto in Serie C Gold Piemonte, promossa ai playoff |
| Basket Cecina         | ...      | Cecina                 | Palazzetto di Cecina                                                                             | 13º posto in Serie B Girone A                          |
| USE Empoli            | ...      | Empoli                 | Palestra Lazzeri                                                                                 | 14º posto in Serie B Girone A                          |
| Pino Drag. Firenze    | ...      | Firenze                | PalaCoverciano                                                                                   | 8º posto in Serie B Girone A                           |
| Legnano Basket        | ...      | Legnano                | PalaBorsani, Castellanza                                                                         | 4º posto in Serie C Gold Lombardia                     |
| Libertas Livorno 1947 | ...      | Livorno                | Modigliani Forum                                                                                 | 2º posto in Serie B Girone A                           |
| Pielle Livorno        | ...      | Livorno                | Modigliani Forum (1-13) (-) PalaTerme (Montecatini Terme) (14ª) Palasport Tenda (Piombino) (16ª) | 1º posto in Serie C Gold Toscana                       |
| Oleggio Basket        | ...      | Oleggio                | Sport Cube (Cameri) (1ª-9ª) Palazzetto (Vanzaghello) (10ª-)                                      | 11º posto in Serie B Girone A                          |
| Fulgor Omegna         | ...      | Omegna                 | PalaBattisti (Verbania)                                                                          | 3º posto in Serie B Girone A                           |
| Omnia Pavia           | ...      | Pavia                  | PalaRavizza                                                                                      | 7º posto in Serie B Girone B                           |
| Golfo Piombino        | ...      | Piombino               | Palasport Tenda                                                                                  | 9º posto in Serie B Girone A                           |
| Sangiorgese Basket    | ...      | San Giorgio su Legnano | PalaBertelli                                                                                     | 12º posto in Serie B Girone B                          |
| Etrusca S. Miniato    | ...      | San Miniato            | Pala Crédit Agricole Italia                                                                      | 5º posto in Serie B Girone A                           |
| Robur Varese          | ...      | Varese                 | Centro Sportivo Campus                                                                           | 14º posto in Serie B Girone B                          |
| Pall. Vigevano        | ...      | Vigevano               | PalaBasletta                                                                                     | 4º posto in Serie B Girone B                           |

### Allenatori e primatisti
| Squadra          | Allenatore                                           | Capitano           | Cestista più presente                                  | Miglior marcatore          |
| ---------------- | ---------------------------------------------------- | ------------------ | ------------------------------------------------------ | -------------------------- |
| Alba             | Luca Jacomuzzi                                       |                    | Nicolò Castellino Andrea Danna (30)                    | Nicolò Castellino (371)    |
| Borgomanero      | Stefano Di Cerbo                                     | Matteo Airaghi     | Maurizio Ghigo Alessandro Ferrari Igor Jovanović (29)  | Igor Jovanović (457)       |
| Cecina           | Roberto Russo (1ª-27ª) Domenico Sorgentone (28ª-)    | Lorenzo Pistillo   | Bogdan Milojević Lorenzo Pistillo Paolo Zanini (29)    | Bogdan Milojević (388)     |
| Empoli           | Cosimo Corbinelli                                    | Daniele Sesoldi    | 4 giocatori (30)                                       | Filippo Guerra (383)       |
| Firenze          | Iacopo Venucci                                       | Vieri Marotta      | Lorenzo Passoni Davide Poltroneri Vieri Marotta (29)   | Lorenzo Passoni (464)      |
| Legnano          | Riccardo Eliantonio                                  | Juan Marcos Casini | Diego Terenzi Juan Marcos Casini Giacomo Leardini (29) | Diego Terenzi (439)        |
| Libertas Livorno | Alessandro Fantozzi (1ª-17ª) Marco Andreazza (18ª-)  | Francesco Forti    | Andrea Casella Ivan Morgillo (30)                      | Andrea Casella (354)       |
| Pall. Livorno    | Andrea Da Prato                                      | Tommaso Tempestini | Michael Lemmi (30)                                     | Gian Marco Drocker (415)   |
| Oleggio          | Filippo Maria Pastorello (1ª-22ª) Gianni Nava (23ª-) | Claudio Negri      | Alessandro Riva Andrea Del Debbio (30)                 | Fabio Giampieri (362)      |
| Omegna           | Marco Andreazza (pre-stagione) Flavio Fioretti (1ª-) | Marco Planezio     | Marco Planezio Matteo Santucci (29)                    | Franko Bushati (456)       |
| Pavia            | Fabio Di Bella (1ª-17ª) Ugo Ducarello (18ª-)         | Marco Torgano      | Alessio Donadoni (30)                                  | Alessio Donadoni (412)     |
| Piombino         | Massimo Friso                                        | Camillo Bianchi    | Mattia Venucci Francesco Paolin Federico Tognacci (30) | Mattia Venucci (457)       |
| Sangiorgese      | Davide Roncari                                       | Francesco Toso     | 7 giocatori (30)                                       | Alessandro Voltolini (397) |
| San Miniato      | Alessio Marchini                                     | Alberto Benites    | 4 giocatori (28)                                       | Nicola Mastrangelo (400)   |
| Varese           | Gabriele Donati                                      | Marco Allegretti   | 4 giocatori (30)                                       | Matteo Maruca (389)        |
| Vigevano         | Paolo Piazza                                         | Filippo Rossi      | 4 giocatori (30)                                       | Michele Peroni (399)       |

### Stagione regolare

#### Classifica
Aggiornata all'8 maggio 2022
|  | Pos. | Squadra                         | Pt | G  | V  | P  | PtF  | PtS  | Dif  |
|  | ---- | ------------------------------- | -- | -- | -- | -- | ---- | ---- | ---- |
|  | 1.   | La Patrie San Miniato           | 48 | 30 | 24 | 6  | 2219 | 1982 | 237  |
|  | 2.   | Elachem Vigevano                | 46 | 30 | 23 | 7  | 2187 | 1945 | 242  |
|  | 3.   | Paffoni Fulgor Omegna           | 44 | 30 | 22 | 8  | 2277 | 2179 | 98   |
|  | 4.   | 3G Electronics Legnano          | 38 | 30 | 19 | 11 | 2285 | 2117 | 168  |
|  | 5.   | Riso Scotti Pavia               | 36 | 30 | 18 | 12 | 2265 | 2135 | 130  |
|  | 6.   | Solbat Piombino                 | 30 | 30 | 15 | 15 | 2184 | 2220 | -36  |
|  | 7.   | S.Bernardo-Abet Langhe Roero    | 30 | 30 | 15 | 15 | 2142 | 2301 | -159 |
|  | 8.   | Maurelli Group Libertas Livorno | 30 | 30 | 15 | 15 | 2059 | 2118 | -59  |
|  | 9.   | Unicusano Pielle Livorno        | 28 | 30 | 14 | 16 | 2188 | 2072 | 116  |
|  | 10.  | Coelsanus Robur et Fides Varese | 26 | 30 | 13 | 17 | 2068 | 2212 | -144 |
|  | 11.  | All Food-Enic Firenze           | 26 | 30 | 13 | 17 | 2162 | 2143 | 19   |
|  | 12.  | Use Computer Gross Empoli       | 26 | 30 | 13 | 17 | 2089 | 2130 | -41  |
|  | 13.  | Mamy.eu Oleggio                 | 24 | 30 | 12 | 18 | 2127 | 2175 | -48  |
|  | 14.  | LTC Group Sangiorgese Basket    | 22 | 30 | 11 | 19 | 2045 | 2065 | -20  |
|  | 15.  | Sintecnica Cecina               | 18 | 30 | 9  | 21 | 2080 | 2277 | -197 |
|  | 16.  | Cipir College Borgomanero       | 8  | 30 | 4  | 26 | 2177 | 2483 | -306 |

Legenda:

      Qualificate ai Play Off
      Ammesse ai Play Out
      Retrocessa direttamente in Serie C regionale
  Retrocessa in Serie C.

#### Tabellone
|              | LRB   | BOR     | CEC   | EMP   | FIR   | LEG   | LLV   | PLV   | OLE   | OME    | PAV   | PIO   | SAN   | SMI   | RVA   | VIG   |
| ------------ | ----- | ------- | ----- | ----- | ----- | ----- | ----- | ----- | ----- | ------ | ----- | ----- | ----- | ----- | ----- | ----- |
| Langhe Roero |       | 105–101 | 89–86 | 78–74 | 78–75 | 67–71 | 68–59 | 73–64 | 83–79 | 79–86  | 84–80 | 79–91 | 76–63 | 61–58 | 64–50 | 68–82 |
| Borgomanero  | 85–79 |         | 82–70 | 62–67 | 56–90 | 83–89 | 62–82 | 76–85 | 67–71 | 74–75  | 55–73 | 64–83 | 61–65 | 63–98 | 92–94 | 58–73 |
| Cecina       | 62–73 | 101–84  |       | 80–96 | 61–66 | 68–63 | 76–82 | 67–60 | 96–72 | 61–80  | 96–80 | 71–69 | 90–84 | 57–75 | 87–86 | 69–71 |
| Empoli       | 88–71 | 76–69   | 70–56 |       | 66–72 | 60–70 | 60–67 | 68–90 | 79–57 | 79–82  | 71–78 | 82–70 | 57–68 | 62–80 | 78–55 | 56–54 |
| Firenze      | 79–63 | 95–69   | 93–71 | 80–68 |       | 67–75 | 72–80 | 72–80 | 79–74 | 64–67  | 63–70 | 82–52 | 73–65 | 75–79 | 66–72 | 69–76 |
| Legnano      | 97–67 | 78–67   | 20–0  | 90–68 | 75–80 |       | 78–84 | 86–81 | 82–72 | 83–84  | 82–61 | 90–99 | 90–73 | 85–77 | 93–59 | 69–58 |
| Libertas LV  | 65–66 | 64–60   | 71–47 | 72–64 | 72–62 | 73–80 |       | 66–90 | 73–72 | 86–85  | 65–76 | 55–60 | 54–58 | 51–50 | 80–71 | 59–66 |
| Pielle LV    | 65–66 | 86–70   | 89–52 | 77–66 | 80–60 | 65–66 | 67–70 |       | 77–78 | 57–68  | 61–75 | 85–75 | 65–63 | 67–49 | 83–44 | 67–64 |
| Oleggio      | 79–55 | 89–76   | 75–73 | 55–65 | 79–52 | 85–78 | 73–71 | 76–84 |       | 64–69  | 81–60 | 83–64 | 55–53 | 50–65 | 65–69 | 60–71 |
| Omegna       | 74–63 | 74–70   | 77–60 | 80–62 | 79–77 | 76–68 | 75–55 | 91–69 | 85–70 |        | 85–66 | 77–70 | 92–84 | 58–79 | 93–90 | 88–89 |
| Pavia        | 85–68 | 98–83   | 76–69 | 80–88 | 74–51 | 83–87 | 80–57 | 81–63 | 79–69 | 104–52 |       | 67–92 | 79–71 | 65–73 | 83–65 | 72–57 |
| Piombino     | 72–79 | 59–74   | 74–72 | 74–67 | 73–61 | 72–66 | 86–58 | 77–72 | 72–65 | 63–62  | 60–80 |       | 82–80 | 78–93 | 64–77 | 58–63 |
| Sangiorgio   | 87–59 | 72–78   | 78–81 | 52–56 | 66–68 | 72–67 | 66–71 | 69–63 | 66–64 | 73–74  | 72–69 | 79–60 |       | 67–78 | 67–46 | 64–76 |
| San Miniato  | 75–61 | 101–86  | 85–69 | 79–67 | 61–88 | 74–71 | 85–72 | 80–78 | 73–61 | 71–60  | 72–60 | 82–79 | 60–57 |       | 64–45 | 67–47 |
| Varese       | 86–67 | 75–59   | 78–77 | 69–64 | 85–74 | 67–79 | 82–70 | 65–64 | 82–75 | 71–60  | 61–73 | 73–81 | 46–48 | 75–86 |       | 76–83 |
| Vigevano     | 83–53 | 116–81  | 69–55 | 63–65 | 77–57 | 75–57 | 81–75 | 59–54 | 77–79 | 78–69  | 82–58 | 82–75 | 75–63 | 67–50 | 73–54 |       |

## Girone B

### Squadre
| Squadra              | Stagione | Città               | Palazzetto                         | Stagione precedente                                              |
| -------------------- | -------- | ------------------- | ---------------------------------- | ---------------------------------------------------------------- |
| Bergamo B. 2014      | ...      | Bergamo             | PalaAgnelli                        | 13º posto in Serie A2 Girone Verde, retrocessa ai playout        |
| Pall. Bernareggio    | ...      | Bernareggio         | Palestra Comunale                  | 3º posto in Serie B Girone B                                     |
| Bologna 2016         | ...      | Bologna             | PalaSavena (San Lazzaro di Savena) | 10º posto in Serie B Girone B                                    |
| UEB Cividale         | ...      | Cividale del Friuli | PalaGesteco                        | 3º posto in Serie B Girone C                                     |
| Pall. Crema          | ...      | Crema               | Palazzetto Cremonesi               | 6º posto in Serie B Girone B                                     |
| JuVi Cremona         | ...      | Cremona             | PalaRadi                           | 5º posto in Serie B Girone B                                     |
| Aurora Desio         | ...      | Desio               | ...                                | 1º posto in Serie C Gold Lombardia Girone B, promossa ai playoff |
| Pall. Fiorenzuola    | ...      | Fiorenzuola d'Arda  | PalaMagni                          | 8º posto in Serie B Girone B                                     |
| Jesolo               | ...      | Jesolo              | ...                                | 1º posto in Serie C Gold Veneto Girone Nord, promossa ai playoff |
| Virtus Lumezzane     | ...      | Lumezzane           | ...                                | 1º posto in Serie C Gold Lombardia Girone A, promossa ai playoff |
| Basket Mestre        | ...      | Mestre              | Palazzetto di Trivignano           | 12º posto in Serie B Girone C                                    |
| Falconstar Monf.     | ...      | Monfalcone          | Palestra                           | 11º posto in Serie B Girone C                                    |
| Nuova Pall. Olginate | ...      | Olginate            | PalaRavasio                        | 9º posto in Serie B Girone B                                     |
| Virtus Padova        | ...      | Padova              | Palestra Comunale                  | 9º posto in Serie B Girone C                                     |
| Rucker SanVe         | ...      | San Vendemiano      | PalaSaccon                         | 5º posto in Serie B Girone C                                     |
| Vicenza              | ...      | Vicenza             | Palasport Città di Vicenza         | 2º posto in Serie B Girone C                                     |

### Allenatori e primatisti
| Squadra        | Allenatore                                           | Capitano          | Cestista più presente                                        | Miglior marcatore         |
| -------------- | ---------------------------------------------------- | ----------------- | ------------------------------------------------------------ | ------------------------- |
| Bergamo        | Devis Cagnardi                                       | Nicola Savoldelli | Guglielmo Sodero Giacomo Dell'agnello Nicola Savoldelli (30) | Guglielmo Sodero (404)    |
| Bernareggio    | Matteo Cassinerio (1ª-10ª) Emanuele Micheloni (11ª-) | Daniele Quartieri | Manuel Di Meco (28)                                          | Daniele Quartieri (348)   |
| Bologna        | Gregor Fučka (1ª-7ª) Giovanni Lunghini (8ª-)         | Nicholas Crow     | Matteo Galassi Tommaso Felici (30)                           | Andrea Graziani (368)     |
| Cividale       | Stefano Pillastrini                                  | Adrián Chiera     | 4 giocatori (30)                                             | Leonardo Battistini (442) |
| Crema          | Marcello Ghizzinardi                                 | Pietro Del Sorbo  | Pietro Del Sorbo Lorenzo Ziviani (30)                        | Stefano Cernivani (332)   |
| Cremona        | Alessandro Crotti                                    | Elvis Vacchelli   | Jacopo Preti Marko Milovanovikj Carlo Fumagalli (30)         | Jacopo Preti (436)        |
| Desio          | Gabriele Ghirelli                                    | Edoardo Gallazzi  | Mattia Molteni Andrea Mazzoleni Gabriele Giarelli (30)       | Mattia Molteni (370)      |
| Fiorenzuola    | Gianluigi Galetti                                    | Milo Galli        | 5 giocatori (30)                                             | Giacomo Filippini (466)   |
| Jesolo         | Giovanni Teso                                        | Paolo Busetto     | Dorde Malbasa (29)                                           | Tommaso Rossi (399)       |
| Lumezzane      | Fabio Saputo                                         |                   | Massimiliano Fossati (30)                                    | Daniele Mastrangelo (397) |
| Mestre         | Andrea Ferraboschi                                   | Mauro Pinton      | 5 giocatori (30)                                             | Matias Bortolin (516)     |
| Monfalcone     | Matteo Praticò                                       | Roberto Prandin   | Marco Bacchin (29)                                           | Massimo Rezzano (397)     |
| Olginate       | Manuel Cilio                                         | Giacomo Bloise    | Giacomo Maspero Andrea Ambrosetti (30)                       | Giacomo Maspero (414)     |
| Padova         | Riccardo De Nicolao                                  | Federico Schiavon | 5 giocatori (30)                                             | Michele Ferrari (425)     |
| San Vendemiano | Marco Mian                                           | Jacopo Vedovato   | Tommaso Gatto (30)                                           | Giacomo Baldini (352)     |
| Vicenza        | Cesare Ciocca                                        | Nicola Bastone    | Nicola Bastone Fabrizio Piccone Andrea Mazzucchelli (30)     | Fabrizio Piccone (377)    |

### Stagione regolare

#### Classifica
Aggiornata all'8 maggio 2022
|  | Pos. | Squadra                        | Pt | G  | V  | P  | PtF  | PtS  | Dif  |
|  | ---- | ------------------------------ | -- | -- | -- | -- | ---- | ---- | ---- |
|  | 1.   | Gesteco Cividale               | 52 | 30 | 26 | 4  | 2361 | 2075 | 286  |
|  | 2.   | Ferraroni JuVi Cremona         | 48 | 30 | 24 | 6  | 2267 | 1994 | 273  |
|  | 3.   | Rucker Belcorvo San Vendemiano | 42 | 30 | 21 | 9  | 2144 | 1985 | 159  |
|  | 4.   | Gemini Mestre                  | 38 | 30 | 19 | 11 | 2339 | 2182 | 157  |
|  | 5.   | WithU Bergamo                  | 36 | 30 | 18 | 12 | 2324 | 2288 | 36   |
|  | 6.   | Civitus Allianz Vicenza        | 32 | 30 | 16 | 14 | 2162 | 2228 | -66  |
|  | 7.   | Rimadesio Desio                | 30 | 30 | 15 | 15 | 2239 | 2209 | 30   |
|  | 8.   | Pontoni Monfalcone             | 30 | 30 | 15 | 15 | 2171 | 2172 | -1   |
|  | 9.   | Pall. Fiorenzuola 1972         | 30 | 30 | 15 | 15 | 2368 | 2313 | 55   |
|  | 10.  | LuxArm Lumezzane               | 26 | 30 | 13 | 17 | 2059 | 2045 | 14   |
|  | 11.  | Antenore Energia Virtus Padova | 26 | 30 | 13 | 17 | 2213 | 2251 | -38  |
|  | 12.  | Bologna Basket 2016            | 24 | 30 | 12 | 18 | 2209 | 2348 | -139 |
|  | 13.  | Pallacanestro Crema            | 20 | 30 | 10 | 20 | 2128 | 2348 | -104 |
|  | 14.  | Secis Jesolo                   | 20 | 30 | 10 | 20 | 1899 | 2057 | -158 |
|  | 15.  | Agostani Caffè Olginate        | 16 | 30 | 8  | 22 | 2085 | 2269 | -184 |
|  | 16.  | Lissone Interni Bernareggio    | 10 | 30 | 5  | 25 | 2134 | 2454 | -320 |

Legenda:

      Qualificate ai Play Off
      Ammesse ai Play Out
      Retrocesse direttamente in Serie C regionale
 Promossa dopo i play-off in Serie A2 2022-2023.
  Retrocessa in Serie C.

#### Tabellone
|                | BGR    | BNR    | BOL    | CIV    | CRE   | CRM   | DES   | FIO   | JES   | LUM    | MES   | MON   | OLG   | VPD   | RSV   | VIC   |
| -------------- | ------ | ------ | ------ | ------ | ----- | ----- | ----- | ----- | ----- | ------ | ----- | ----- | ----- | ----- | ----- | ----- |
| Bergamo        |        | 77–71  | 78–75  | 82–62  | 87–80 | 87–82 | 85–63 | 74–91 | 71–67 | 108–86 | 79–73 | 81–86 | 87–69 | 72–68 | 61–72 | 75–78 |
| Bernareggio    | 82–93  |        | 79–81  | 72–84  | 61–87 | 62–82 | 93–98 | 73–93 | 46–67 | 68–75  | 73–76 | 75–71 | 71–73 | 75–60 | 85–75 | 82–77 |
| Bologna        | 77–106 | 110–77 |        | 72–81  | 73–57 | 69–71 | 81–76 | 75–83 | 62–73 | 72–67  | 87–80 | 75–72 | 75–79 | 78–94 | 67–89 | 77–84 |
| Cividale       | 72–54  | 90–50  | 85–57  |        | 94–68 | 58–51 | 76–66 | 82–73 | 76–55 | 70–69  | 86–72 | 73–65 | 93–87 | 61–59 | 74–72 | 78–65 |
| Cema           | 101–84 | 74–78  | 74–59  | 98–101 |       | 93–77 | 64–79 | 75–79 | 72–69 | 74–79  | 70–87 | 59–65 | 60–46 | 75–69 | 68–70 | 68–79 |
| Cremona        | 81–49  | 89–47  | 70–73  | 86–72  | 55–57 |       | 83–66 | 79–64 | 69–67 | 83–59  | 73–61 | 75–61 | 74–64 | 90–71 | 62–61 | 77–52 |
| Desio          | 71–73  | 81–60  | 82–83  | 83–86  | 64–56 | 70–72 |       | 85–79 | 63–58 | 82–56  | 81–76 | 80–64 | 78–70 | 95–91 | 67–71 | 85–73 |
| Fiorenzuola    | 87–72  | 92–87  | 112–73 | 69–88  | 74–84 | 88–70 | 71–67 |       | 75–60 | 53–68  | 70–81 | 75–77 | 81–84 | 89–71 | 68–69 | 91–68 |
| Jesolo         | 67–84  | 72–61  | 58–71  | 59–75  | 58–61 | 61–88 | 61–79 | 72–82 |       | 63–56  | 74–76 | 42–72 | 65–64 | 68–66 | 55–67 | 78–58 |
| Lumezzane      | 59–70  | 88–63  | 62–69  | 53–73  | 77–64 | 56–57 | 77–70 | 91–68 | 47–61 |        | 83–71 | 68–62 | 70–58 | 73–82 | 57–65 | 76–66 |
| Mestre         | 80–76  | 97–78  | 81–71  | 66–84  | 82–63 | 72–77 | 91–73 | 87–72 | 83–63 | 64–52  |       | 92–71 | 84–70 | 94–69 | 83–74 | 68–71 |
| Monfalcone     | 101–76 | 75–74  | 77–65  | 73–64  | 83–72 | 80–90 | 63–66 | 77–75 | 70–63 | 62–60  | 69–84 |       | 74–75 | 75–69 | 79–73 | 82–69 |
| Olginate       | 40–49  | 81–76  | 74–65  | 86–90  | 71–66 | 70–79 | 72–81 | 91–94 | 67–70 | 67–90  | 59–64 | 76–66 |       | 84–90 | 60–72 | 66–79 |
| Padova         | 102–96 | 81–68  | 78–64  | 65–84  | 87–68 | 61–64 | 69–66 | 84–76 | 73–80 | 49–78  | 72–61 | 75–58 | 76–60 |       | 67–78 | 70–77 |
| San Vendemiano | 78–73  | 74–58  | 79–67  | 69–74  | 70–57 | 70–79 | 71–65 | 80–66 | 63–43 | 59–52  | 66–65 | 70–66 | 81–59 | 71–62 |       | 72–76 |
| Vicenza        | 59–67  | 89–87  | 70–86  | 79–75  | 75–63 | 73–82 | 75–57 | 69–78 | 60–50 | 72–66  | 76–88 | 81–75 | 69–63 | 73–83 | 70–63 |       |

## Girone C

### Squadre
| Squadra             | Stagione | Città                | Palazzetto                | Stagione precedente                                       |
| ------------------- | -------- | -------------------- | ------------------------- | --------------------------------------------------------- |
| Campetto Ancona     | ...      | Ancona               | PalaRossini               | 6º posto in Serie B Girone C                              |
| Tigers Cesena       | ...      | Cesena               | Carisport                 | 7º posto in Serie B Girone A                              |
| Virtus Civitanova   | ...      | Civitanova Marche    | PalaRisorgimento          | 13º posto in Serie B Girone C                             |
| Raggisolaris Faenza | ...      | Faenza               | PalaCattani               | 6º posto in Serie B Girone A                              |
| Giulia Giulianova   | ...      | Giulianova           | Palasport Di Nardo (Atri) | 10º posto in Serie B Girone C                             |
| A. Costa Imola      | ...      | Imola                | PalaRuggi                 | 12º posto in Serie B Girone A                             |
| Aurora Jesi         | ...      | Jesi                 | PalaTriccoli              | 8º posto in Serie B Girone C                              |
| Sutor Montegranaro  | ...      | Montegranaro         | Palazzetto dello sport    | 15º posto in Serie B Girone C                             |
| Flying Ozzano       | ...      | Ozzano dell'Emilia   | Palazzetto dello Sport    | 15º posto in Serie B Girone A                             |
| N.P.C. Rieti        | ...      | Rieti                | PalaSojourner             | 10º posto in Serie A2 Girone Rosso, retrocessa ai playout |
| Sebastiani Rieti    | ...      | Rieti                | PalaSojourner             | 1º posto in Serie B Girone D                              |
| Rinascita B. Rimini | dettagli | Rimini               | Palasport Flaminio        | 4º posto in Serie B Girone A                              |
| Pall. Roseto        | ...      | Roseto degli Abruzzi | PalaMaggetti              | 4º posto in Serie B Girone C                              |
| LUISS Roma          | ...      | Roma                 | PalaLuiss                 | 7º posto in Serie B Girone D                              |
| Pall. Senigallia    | ...      | Senigallia           | Palazzetto                | 7º posto in Serie B Girone C                              |
| Teramo a Spicchi    | ...      | Teramo               | PalaScapriano             | 14º posto in Serie B Girone C                             |

### Allenatori e primatisti
| Squadra               | Allenatore                                                                               | Capitano            | Cestista più presente                                       | Miglior marcatore         |
| --------------------- | ---------------------------------------------------------------------------------------- | ------------------- | ----------------------------------------------------------- | ------------------------- |
| Ancona                | Piero Coen                                                                               | Simone Centanni     | Simone Centanni Lorenzo Panzini Tommaso Minoli (30)         | Simone Centanni (396)     |
| Cesena                | Davide Tassinari (1ª-28ª)                                                                | Giulio Mascherpa    | Fabio Bugatti (30)                                          | Fabio Bugatti (360)       |
| Civitanova            | Marco Schiavi                                                                            | Matteo Felicioni    | Gianpaolo Riccio (30)                                       | Gianpaolo Riccio (370)    |
| Faenza                | Alberto Serra (1ª-12ª) Luigi Garelli (13ª-)                                              | Marco Petrucci      | Giovanni Poggi Riccardo Ballabio Giacomo Siberna (30)       | Simone Aromando (367)     |
| Giulianova            | Massimiliano Domizioli (1ª-9ª) Stefano Foglietti (10ª-14ª) Massimiliano Domizioli (15ª-) | Gianluca Di Carmine | Francesco Buscaroli (30)                                    | Michele Caverni (287)     |
| Imola                 | Federico Grandi                                                                          | Nunzio Corcelli     | 4 giocatori (30)                                            | Tommaso Carnovali (405)   |
| Jesi                  | Massimo Meneguzzo (1ª-5ª) Francesco Francioni (6ª-)                                      | Nelson Rizzitiello  | Massimiliano Ferraro Mattia Magrini Antonio Valentini (30)  | Mirko Gloria (410)        |
| Montegranaro          | Massimiliano Baldiraghi (1ª-12ª) Damiano Cagnazzo (13ª-)                                 | Riccardo Crespi     | Dario Masciarelli Kirill Korsunov (30)                      | Dario Masciarelli (412)   |
| Ozzano                | Giuliano Loperfido                                                                       | Matteo Folli        | Gioacchino Chiappelli Alessandro Ceparano Matteo Folli (30) | Dimitri Klyuchnyk (436)   |
| NPC Rieti             | Gabriele Ceccarelli                                                                      | Giorgio Broglia     | 6 giocatori (30)                                            | Marco Timperi (405)       |
| Real Sebastiani Rieti | Alessandro Finelli (1ª-15ª) Matteo Mattioli (16ª ad interim) Alessandro Finelli (17ª-)   | Klaudio Ndoja       | Federico Loschi Omar Dieng (30)                             | Federico Loschi (474)     |
| Rimini                | Mattia Ferrari                                                                           | Tommaso Rinaldi     | Marco Arrigoni Francesco Bedetti Alessandro Scarponi (30)   | Andrea Saccaggi (344)     |
| Roma                  | Andrea Paccariè                                                                          | Marco Pasqualin     | Giorgio Di Bonaventura Riccardo Murri Matija Jovovic (29)   | Domenico D'Argenzio (295) |
| Roseto                | Danilo Quaglia                                                                           | Antonio Ruggiero    | Andrea Pastore Alfonso Zampogna (29)                        | Aleksa Nikolić (465)      |
| Senigallia            | Andrea Gabrielli                                                                         | Marco Giacomini     | 4 giocatori (30)                                            | Lorenzo Varaschin (380)   |
| Teramo                | Giorgio Salvemini                                                                        | Marco Cucco         | 5 giocatori (30)                                            | Marco Cucco (321)         |

### Stagione regolare

#### Classifica
Aggiornata all'8 maggio 2022
|  | Pos. | Squadra                         | Pt | G  | V  | P  | PtF  | PtS  | Dif  |
|  | ---- | ------------------------------- | -- | -- | -- | -- | ---- | ---- | ---- |
|  | 1.   | Liofilchem Roseto               | 48 | 30 | 24 | 6  | 2406 | 2031 | 375  |
|  | 2.   | Real Sebastiani Rieti           | 46 | 30 | 23 | 7  | 2215 | 1942 | 273  |
|  | 3.   | RivieraBanca Basket Rimini      | 46 | 30 | 23 | 7  | 2353 | 2052 | 301  |
|  | 4.   | Kienergia Rieti                 | 44 | 30 | 22 | 8  | 2160 | 1936 | 224  |
|  | 5.   | Luciana Mosconi Ancona          | 40 | 30 | 20 | 10 | 2127 | 1958 | 169  |
|  | 6.   | Goldengas Senigallia            | 36 | 30 | 18 | 12 | 2095 | 2017 | 78   |
|  | 7.   | Raggisolaris Faenza             | 34 | 30 | 17 | 13 | 2194 | 2103 | 91   |
|  | 8.   | Andrea Costa Imola Basket       | 34 | 30 | 17 | 13 | 2152 | 2115 | 37   |
|  | 9.   | Sinermatic Ozzano               | 34 | 30 | 17 | 13 | 2287 | 2301 | -14  |
|  | 10.  | Rennova Teramo                  | 28 | 30 | 14 | 16 | 1937 | 2031 | -94  |
|  | 11.  | BNL Luiss Roma                  | 28 | 30 | 14 | 16 | 2084 | 2165 | -81  |
|  | 12.  | Tigers Cesena                   | 22 | 30 | 11 | 19 | 2137 | 2226 | -89  |
|  | 13.  | General Contractor Jesi (-1)    | 19 | 30 | 10 | 20 | 2119 | 2286 | -167 |
|  | 14.  | Virtus Basket Civitanova Marche | 8  | 30 | 4  | 26 | 1746 | 2137 | -391 |
|  | 15.  | Sutor Montegranaro              | 6  | 30 | 3  | 37 | 1909 | 2241 | -332 |
|  | 16.  | Giulia Basket Giulianova        | 6  | 30 | 3  | 37 | 2042 | 2422 | -380 |

Legenda:

      Qualificate ai Play Off
      Ammesse ai Play Out
      Retrocesse direttamente in Serie C regionale
 Promossa dopo i play-off in Serie A2 2022-2023.
  Retrocessa in Serie C.
  Vincitrice della Supercoppa LNP di Serie B 2021
  Vincitrice della Coppa Italia 2022
Note:
Jesi 1 punto di penalizzazione.

#### Tabellone
|                 | ANC   | CES   | VCM    | FAE   | GIU    | IMO    | JES    | MON   | OZZ    | NPC   | RSR   | RIM    | ROM   | ROS    | SEN   | TER   |
| --------------- | ----- | ----- | ------ | ----- | ------ | ------ | ------ | ----- | ------ | ----- | ----- | ------ | ----- | ------ | ----- | ----- |
| Ancona          |       | 75–56 | 79–55  | 77–59 | 78–68  | 93–54  | 92–66  | 70–60 | 83–65  | 59–73 | 79–81 | 73–71  | 56–69 | 58–72  | 70–66 | 58–51 |
| Cesena          | 48–63 |       | 73–70  | 84–92 | 87–67  | 73–87  | 70–77  | 85–52 | 64–81  | 69–65 | 61–58 | 75–87  | 73–47 | 64–73  | 69–73 | 76–79 |
| Civitanova      | 64–86 | 74–58 |        | 56–64 | 59–57  | 61–80  | 80–57  | 67–52 | 68–74  | 47–78 | 54–68 | 40–69  | 68–95 | 53–77  | 54–59 | 48–73 |
| Faenza          | 77–64 | 66–69 | 76–61  |       | 76–69  | 67–60  | 101–81 | 80–59 | 80–58  | 49–64 | 84–85 | 57–67  | 86–63 | 79–84  | 65–63 | 65–68 |
| Giulianova      | 66–84 | 70–90 | 62–55  | 86–94 |        | 78–81  | 80–83  | 67–62 | 77–92  | 75–82 | 53–76 | 84–102 | 77–83 | 60–85  | 58–78 | 56–69 |
| Imola           | 66–67 | 79–72 | 74–59  | 71–64 | 74–65  |        | 75–68  | 83–75 | 66–59  | 84–75 | 71–75 | 71–88  | 78–60 | 64–52  | 60–68 | 87–58 |
| Jesi            | 82–60 | 73–67 | 74–70  | 66–67 | 55–72  | 55–68  |        | 79–60 | 74–77  | 63–76 | 76–65 | 75–92  | 71–99 | 50–68  | 67–71 | 84–89 |
| Montegranaro    | 51–54 | 69–70 | 77–53  | 72–88 | 101–70 | 55–73  | 47–75  |       | 73–79  | 65–86 | 62–63 | 71–77  | 91–92 | 69–83  | 56–69 | 59–60 |
| Ozzano          | 76–75 | 92–83 | 67–62  | 94–86 | 72–66  | 80–71  | 90–74  | 78–73 |        | 69–89 | 81–84 | 92–81  | 95–70 | 83–102 | 88–85 | 83–87 |
| NPC Rieti       | 60–52 | 86–79 | 58–33  | 72–60 | 93–61  | 76–74  | 72–73  | 77–51 | 65–77  |       | 62–82 | 75–63  | 77–59 | 73–64  | 76–71 | 66–59 |
| Real Seb. Rieti | 76–73 | 77–90 | 83–35  | 63–64 | 73–61  | 81–73  | 80–67  | 83–53 | 74–47  | 64–66 |       | 77–67  | 72–60 | 64–60  | 79–71 | 68–44 |
| Rimini          | 46–62 | 88–76 | 101–71 | 76–65 | 93–71  | 72–60  | 90–72  | 87–52 | 76–62  | 69–76 | 79–73 |        | 84–66 | 82–67  | 82–68 | 86–68 |
| LUISS Roma      | 64–68 | 75–59 | 60–54  | 51–63 | 86–64  | 67–54  | 88–72  | 62–70 | 74–66  | 77–80 | 54–92 | 52–69  |       | 93–80  | 70–73 | 64–59 |
| Roseto          | 75–78 | 98–65 | 60–53  | 79–73 | 97–53  | 102–74 | 83–73  | 83–66 | 114–94 | 75–60 | 91–68 | 80–72  | 73–48 |        | 79–70 | 86–55 |
| Senigallia      | 82–87 | 72–66 | 73–65  | 80–79 | 72–69  | 84–72  | 76–69  | 78–49 | 69–62  | 57–48 | 54–75 | 56–60  | 67–69 | 64–69  |       | 65–48 |
| Teramo          | 59–54 | 61–66 | 71–57  | 61–68 | 90–80  | 66–68  | 61–68  | 70–57 | 56–54  | 56–54 | 50–54 | 65–77  | 74–67 | 73–95  | 57–61 |       |

## Girone D

### Squadre
| Squadra             | Stagione | Città           | Palazzetto              | Stagione precedente                                             |
| ------------------- | -------- | --------------- | ----------------------- | --------------------------------------------------------------- |
| Fortitudo Agrigento | ...      | Agrigento       | PalaMoncada             | 2º posto in Serie B Girone B                                    |
| Del Fes Avellino    | ...      | Avellino        | PalaDelMauro            | ...                                                             |
| Lions Bisceglie     | ...      | Bisceglie       | PalaDolmen              | 9º posto in Serie B Girone D                                    |
| Virtus Cassino      | ...      | Cassino         | PalaVirtus              | 5º posto in Serie B Girone D                                    |
| Forio Ischia        | ...      | Ischia          | ...                     | 1º posto in Serie C Gold Campania Girone A, promossa ai playoff |
| Formia              | ...      | Formia          | Palazzetto              | 10º posto in Serie B Girone D                                   |
| Molfetta            | ...      | Molfetta        | PalaPoli                | 11º posto in Serie B Girone D                                   |
| ANB Monopoli        | ...      | Monopoli        | Palestra Melvin Jones   | 14º posto in Serie B Girone D                                   |
| Virtus Pozzuoli     | ...      | Pozzuoli        | PalaErrico              | 13º posto in Serie B Girone D                                   |
| Virtus Ragusa       | ...      | Ragusa          | PalaPadua               | 11º posto in Serie B Girone B                                   |
| Viola R. Calabria   | ...      | Reggio Calabria | PalaPentimele           | 12º posto in Serie B Girone D                                   |
| Ruvo di Puglia      | ...      | Ruvo di Puglia  | PalaColombo             | 4º posto in Serie B Girone D                                    |
| Virtus Salerno      | ...      | Salerno         | Palasport Carmine Longo | 6º posto in Serie B Girone D                                    |
| PSA                 | ...      | Sant'Antimo     | Centro sportivo         | 8º posto in Serie B Girone D                                    |
| CUS Jonico Taranto  | ...      | Taranto         | Palafiom                | 2º posto in Serie B Girone D                                    |
| Cest. Torrenovese   | ...      | Torrenova       | PalaTorre               | 13º posto in Serie B Girone B                                   |

### Allenatori e primatisti
| Squadra         | Allenatore                                          | Capitano            | Cestista più presente                               | Miglior marcatore         |
| --------------- | --------------------------------------------------- | ------------------- | --------------------------------------------------- | ------------------------- |
| Agrigento       | Michele Catalani                                    | Albano Chiarastella | Andrea Lo Biondo Giuseppe Cuffaro (30)              | Alessandro Grande (421)   |
| Avellino        | Rodolfo Robustelli (1ª-5ª) Giovanni Benedetto (6ª-) | Alessandro Marra    | Daniele D'Andrea (30)                               | Norman Hassan (282)       |
| Bisceglie       | Luciano Nunzi                                       | Filiberto Dri       | 5 giocatori (29)                                    | Filiberto Dri (369)       |
| Cassino         | Luca Vettese                                        | Michael Teghini     | Michael Teghini Federico Lestini (30)               | Michael Teghini (365)     |
| Formia          | Giovanni Di Rocco                                   |                     | Niccolò Lurini (23)                                 | Niccolò Lurini (331)      |
| Ischia          | Luigi Marinelli (1ª-24ª)                            | Juan Manuel Caceres | Jakov Milosevic Simone Orsini Francesco Ciarpella   | Damir Hadzic (455)        |
| Molfetta        | Giovanni Gesmundo (1ª-22ª) Ilario Azzolini (23ª-)   |                     | 4 giocatori (30)                                    | Francesco Infante (514)   |
| Monopoli        | Sergio Carolillo                                    | Mauro Torresi       | Mauro Torresi Andrea Lombardo (30)                  | Giovanni Laquintana (469) |
| Pozzuoli        | Valerio Spinelli                                    | Mario Caresta       | Antonio Gallo Mario Caresta (30)                    | Antonio Gallo (386)       |
| Ragusa          | Antonio Bocchino                                    | Andrea Sorrentino   | Mattia Da Campo Andrea Picarelli Roberto Chessari   | Mattia Da Campo (425)     |
| Reggia Calabria | Domenico Bolignano                                  | Fortunato Barrile   | Amar Balic Franco Gaetano(30)                       | Amar Balic (404)          |
| Ruvo di Puglia  | Francesco Ponticiello                               |                     | Kurt Cassar Mattia Mastroianni (30)                 | Leonardo Ciribeni (340)   |
| Salerno         | Giampaolo Di Lorenzo                                | Andrea Valentini    | Niccolò Rinaldi Marco Mennella Leonardo Marini (30) | Niccolò Rinaldi (390)     |
| Sant'Antimo     | Agostino Origlio                                    | Carlo Cantone       | Riccardo Coviello (30)                              | Enzo Damian Cena (393)    |
| Taranto         | Davide Olive                                        | Manuel Diomede      | Manuel Diomede Biagio Sergio Hugo Erkmaa            | Alberto Conti (570)       |
| Torrenova       | Maurizio Bartocci                                   | Luca Bolletta       | 5 giocatori (30)                                    | Dario Zucca (489)         |

### Stagione regolare

#### Classifica
Aggiornata al 12 maggio 2022
|  | Pos. | Squadra                     | Pt | G  | V  | P  | PtF  | PtS  | Dif  |
|  | ---- | --------------------------- | -- | -- | -- | -- | ---- | ---- | ---- |
|  | 1.   | Moncada Energy Agrigento    | 54 | 30 | 27 | 3  | 2282 | 1899 | 383  |
|  | 2.   | Tecnoswitch Ruvo di Puglia  | 42 | 30 | 21 | 9  | 2381 | 2118 | 263  |
|  | 3.   | Lions Basket Bisceglie      | 40 | 30 | 20 | 10 | 2273 | 2082 | 191  |
|  | 4.   | Virtus Kleb Ragusa          | 40 | 30 | 20 | 10 | 2267 | 2171 | 96   |
|  | 5.   | Virtus Arechi Salerno       | 38 | 30 | 19 | 11 | 2304 | 2091 | 213  |
|  | 6.   | CJ Basket Taranto           | 34 | 30 | 18 | 13 | 2322 | 2252 | 68   |
|  | 7.   | Pall. Viola Reggio Calabria | 34 | 30 | 17 | 13 | 2164 | 2128 | 36   |
|  | 8.   | Fidelia Torrenova           | 34 | 30 | 17 | 13 | 2186 | 2138 | 48   |
|  | 9.   | Geko PSA Sant’Antimo        | 32 | 30 | 16 | 14 | 2168 | 2135 | 33   |
|  | 10.  | Pavimaro Molfetta           | 26 | 30 | 13 | 17 | 2313 | 2338 | -25  |
|  | 11.  | Bava Pozzuoli               | 24 | 30 | 12 | 18 | 2212 | 2330 | -118 |
|  | 12.  | Del Fes Avellino            | 24 | 30 | 12 | 18 | 2027 | 2056 | -29  |
|  | 13.  | BPC Virtus Cassino          | 20 | 30 | 10 | 20 | 2132 | 2245 | -113 |
|  | 14.  | La Pietra Monopoli          | 18 | 30 | 9  | 21 | 2177 | 2276 | -99  |
|  | 15.  | Forio Basket 1977           | 18 | 30 | 9  | 21 | 2060 | 2220 | -160 |
|  | 16.  | Meta Formia (-3)            | -1 | 30 | 1  | 29 | 1722 | 2509 | -787 |

Legenda:

      Qualificate ai Play Off
      Ammesse ai Play Out
      Retrocessa direttamente in Serie C regionale.
  Retrocessa in Serie C.
Note:
Meta Formia 3 punti di penalizzazione.

#### Tabellone
|                 | AGR   | AVE   | BIS   | CAS   | FOR    | ISC   | MOL    | MON   | POZ   | RAG   | RGC   | RUV     | SAL    | SAA   | TAR   | TOR   |
| --------------- | ----- | ----- | ----- | ----- | ------ | ----- | ------ | ----- | ----- | ----- | ----- | ------- | ------ | ----- | ----- | ----- |
| Agrigento       |       | 72–56 | 62–52 | 74–62 | 101–43 | 73–47 | 91–83  | 68–52 | 92–71 | 89–64 | 93–54 | 109–107 | 76–65  | 79–62 | 72–61 | 66–53 |
| Avellino        | 59–62 |       | 65–71 | 77–72 | 118–47 | 63–52 | 66–57  | 70–54 | 56–67 | 73–78 | 57–63 | 64–80   | 65–75  | 76–51 | 61–85 | 70–59 |
| Bisceglie       | 68–73 | 89–67 |       | 60–65 | 89–54  | 84–79 | 91–70  | 80–64 | 72–67 | 70–72 | 77–73 | 74–79   | 69–62  | 73–61 | 89–85 | 79–70 |
| Cassino         | 66–78 | 69–84 | 77–85 |       | 76–51  | 83–84 | 70–62  | 92–86 | 83–85 | 75–70 | 72–70 | 62–60   | 76–89  | 62–60 | 87–80 | 66–84 |
| Formia          | 66–67 | 50–69 | 44–78 | 54–85 |        | 68–84 | 76–114 | 73–85 | 59–80 | 60–63 | 59–75 | 54–79   | 65–105 | 50–93 | 56–98 | 60–70 |
| Ischia          | 52–66 | 0–20  | 65–78 | 74–67 | 81–60  |       | 70–84  | 72–71 | 93–79 | 78–75 | 78–66 | 71–81   | 49–79  | 68–60 | 80–84 | 75–78 |
| Molfetta        | 73–65 | 81–79 | 71–77 | 74–59 | 88–81  | 80–61 |        | 98–90 | 86–78 | 89–94 | 69–74 | 75–69   | 73–100 | 81–64 | 92–83 | 70–73 |
| Monopoli        | 65–74 | 71–72 | 59–93 | 70–61 | 89–42  | 82–75 | 70–58  |       | 77–76 | 85–92 | 67–72 | 80–86   | 72–62  | 79–74 | 69–79 | 66–78 |
| Pozzuoli        | 56–85 | 71–74 | 76–72 | 71–70 | 83–88  | 91–90 | 82–76  | 78–83 |       | 61–73 | 71–76 | 87–85   | 76–78  | 91–73 | 72–83 | 73–71 |
| Ragusa          | 77–74 | 95–71 | 63–69 | 90–66 | 20–0   | 66–48 | 94–88  | 88–79 | 74–75 |       | 94–88 | 76–73   | 75–81  | 90–70 | 76–84 | 83–75 |
| Reggio Calabria | 76–81 | 75–67 | 78–63 | 82–65 | 92–75  | 70–66 | 91–73  | 70–67 | 78–79 | 75–70 |       | 64–70   | 65–61  | 66–75 | 63–86 | 80–54 |
| Ruvo            | 81–77 | 81–63 | 71–85 | 89–83 | 101–54 | 88–67 | 71–65  | 77–53 | 73–68 | 77–64 | 62–65 |         | 80–62  | 72–66 | 85–54 | 75–82 |
| Salerno         | 74–80 | 72–61 | 69–59 | 71–67 | 86–72  | 89–79 | 94–71  | 78–72 | 89–49 | 62–66 | 73–54 | 77–83   |        | 71–57 | 65–60 | 85–78 |
| San'Antimo      | 48–60 | 79–68 | 87–82 | 66–60 | 81–51  | 83–80 | 81–62  | 74–70 | 79–66 | 82–69 | 75–69 | 69–65   | 90–87  |       | 97–76 | 72–75 |
| Taranto         | 47–61 | 91–73 | 84–63 | 94–74 | 80–75  | 78–76 | 71–82  | 77–70 | 79–75 | 74–75 | 60–67 | 76–98   | 82–76  | 72–68 |       | 83–68 |
| Torrenova       | 59–62 | 87–63 | 70–82 | 71–60 | 79–45  | 74–66 | 73–68  | 87–80 | 63–58 | 80–81 | 79–73 | 72–83   | 70–67  | 65–71 | 89–76 |       |

## Post Season

### Playoff
Tutte le fasi sono al meglio delle cinque gare: si qualifica la squadra che vince tre incontri. L'ordine delle partite è: gara-1, gara-2 ed eventuale gara-5 in casa della meglio classificata; gara-3 ed eventuale gara-4 in casa della peggior classificata.

#### Tabellone 1
|  | Quarti di finale | Quarti di finale   | Quarti di finale | Quarti di finale | Quarti di finale | Quarti di finale | Quarti di finale |  |  | Semifinali         | Semifinali         | Semifinali    | Semifinali    | Semifinali   | Semifinali | Semifinali |    |    | Finale             | Finale             | Finale             | Finale | Finale | Finale | Finale |  |
|  |                  |                    |                  |                  |                  |                  |                  |  |  |                    |                    |               |               |              |            |            |    |    |                    |                    |                    |        |        |        |        |  |
|  | 1A               | Etrusca S. Miniato | 85               | 74               | 62               | 50               | 66               |  |  |                    |                    |               |               |              |            |            |    |    |                    |                    |                    |        |        |        |        |  |
|  | 8B               | Falconstar Monf.   | 72               | 67               | 73               | 55               | 56               |  |  | Etrusca S. Miniato | Etrusca S. Miniato | 71            | 63            | 78           | 68         | 70         |    |    |                    |                    |                    |        |        |        |        |  |
|  | 4B               | Basket Mestre      | 84               | 80               | 69               | 70               | 56               |  |  | Omnia Pavia        | Omnia Pavia        | 68            | 66            | 55           | 80         | 60         |    |    |                    |                    |                    |        |        |        |        |  |
|  | 5A               | Omnia Pavia        | 75               | 68               | 81               | 80               | 67               |  |  |                    |                    |               |               |              |            |            |    |    | Etrusca S. Miniato | Etrusca S. Miniato | Etrusca S. Miniato | 55     | 74     | 60     | 47     |  |
|  | 3A               | Fulgor Omegna      | Fulgor Omegna    | Fulgor Omegna    | 66               | 70               | 72               |  |  |                    |                    | JuVi Cremona  | JuVi Cremona  | JuVi Cremona | 64         | 63         | 67 | 56 |                    |                    |                    |        |        |        |        |  |
|  | 6B               | Vicenza            | Vicenza          | Vicenza          | 53               | 52               | 69               |  |  | Fulgor Omegna      | Fulgor Omegna      | Fulgor Omegna | Fulgor Omegna | 70           | 64         | 51         |    |    |                    |                    |                    |        |        |        |        |  |
|  | 2B               | JuVi Cremona       | JuVi Cremona     | JuVi Cremona     | 80               | 99               | 73               |  |  | JuVi Cremona       | JuVi Cremona       | JuVi Cremona  | JuVi Cremona  | 74           | 82         | 77         |    |    |                    |                    |                    |        |        |        |        |  |
|  | 7A               | Langhe Roero       | Langhe Roero     | Langhe Roero     | 64               | 69               | 57               |  |  |                    |                    |               |               |              |            |            |    |    |                    |                    |                    |        |        |        |        |  |

#### Tabellone 2
|  | Quarti di finale | Quarti di finale      | Quarti di finale      | Quarti di finale      | Quarti di finale | Quarti di finale | Quarti di finale |  |  | Semifinali      | Semifinali      | Semifinali     | Semifinali     | Semifinali | Semifinali | Semifinali |    |    | Finale       | Finale       | Finale | Finale | Finale | Finale | Finale |  |
|  |                  |                       |                       |                       |                  |                  |                  |  |  |                 |                 |                |                |            |            |            |    |    |              |              |        |        |        |        |        |  |
|  | 1B               | UEB Cividale          | UEB Cividale          | UEB Cividale          | 75               | 78               | 82               |  |  |                 |                 |                |                |            |            |            |    |    |              |              |        |        |        |        |        |  |
|  | 8A               | Libertas Livorno 1947 | Libertas Livorno 1947 | Libertas Livorno 1947 | 51               | 61               | 66               |  |  | UEB Cividale    | UEB Cividale    | 59             | 91             | 68         | 61         | 99         |    |    |              |              |        |        |        |        |        |  |
|  | 4A               | Legnano Basket        | 76                    | 77                    | 55               | 74               | 71               |  |  | Bergamo B. 2014 | Bergamo B. 2014 | 54             | 68             | 73         | 68         | 60         |    |    |              |              |        |        |        |        |        |  |
|  | 5B               | Bergamo B. 2014       | 71                    | 76                    | 63               | 76               | 75               |  |  |                 |                 |                |                |            |            |            |    |    | UEB Cividale | UEB Cividale | 65     | 67     | 62     | 70     | 82     |  |
|  | 3B               | Rucker SanVe          | Rucker SanVe          | Rucker SanVe          | 72               | 97               | 79               |  |  |                 |                 | Pall. Vigevano | Pall. Vigevano | 52         | 69         | 63         | 56 | 63 |              |              |        |        |        |        |        |  |
|  | 6A               | Golfo Piombino        | Golfo Piombino        | Golfo Piombino        | 70               | 72               | 68               |  |  | Rucker SanVe    | Rucker SanVe    | 75             | 57             | 52         | 68         | 62         |    |    |              |              |        |        |        |        |        |  |
|  | 2A               | Pall. Vigevano        | Pall. Vigevano        | 87                    | 61               | 66               | 72               |  |  | Pall. Vigevano  | Pall. Vigevano  | 62             | 78             | 60         | 55         | 70         |    |    |              |              |        |        |        |        |        |  |
|  | 7B               | Aurora Desio          | Aurora Desio          | 72                    | 63               | 53               | 65               |  |  |                 |                 |                |                |            |            |            |    |    |              |              |        |        |        |        |        |  |

#### Tabellone 3
|  | Quarti di finale | Quarti di finale    | Quarti di finale    | Quarti di finale    | Quarti di finale | Quarti di finale | Quarti di finale |  |  | Semifinali          | Semifinali          | Semifinali          | Semifinali          | Semifinali          | Semifinali | Semifinali |    |    | Finale       | Finale       | Finale       | Finale | Finale | Finale | Finale |  |
|  |                  |                     |                     |                     |                  |                  |                  |  |  |                     |                     |                     |                     |                     |            |            |    |    |              |              |              |        |        |        |        |  |
|  | 1C               | Pall. Roseto        | Pall. Roseto        | Pall. Roseto        | 66               | 93               | 77               |  |  |                     |                     |                     |                     |                     |            |            |    |    |              |              |              |        |        |        |        |  |
|  | 8D               | Cest. Torrenovese   | Cest. Torrenovese   | Cest. Torrenovese   | 60               | 71               | 69               |  |  | Pall. Roseto        | Pall. Roseto        | Pall. Roseto        | 77                  | 87                  | 68         | 72         |    |    |              |              |              |        |        |        |        |  |
|  | 4D               | Virtus Ragusa       | Virtus Ragusa       | 55                  | 56               | 96               | 67               |  |  | Campetto Ancona     | Campetto Ancona     | Campetto Ancona     | 62                  | 59                  | 77         | 65         |    |    |              |              |              |        |        |        |        |  |
|  | 5C               | Campetto Ancona     | Campetto Ancona     | 67                  | 57               | 87               | 96               |  |  |                     |                     |                     |                     |                     |            |            |    |    | Pall. Roseto | Pall. Roseto | Pall. Roseto | 79     | 68     | 77     | 53     |  |
|  | 3C               | Rinascita B. Rimini | Rinascita B. Rimini | Rinascita B. Rimini | 89               | 83               | 84               |  |  |                     |                     | Rinascita B. Rimini | Rinascita B. Rimini | Rinascita B. Rimini | 82         | 72         | 70 | 71 |              |              |              |        |        |        |        |  |
|  | 6D               | CUS Jonico Taranto  | CUS Jonico Taranto  | CUS Jonico Taranto  | 73               | 67               | 81               |  |  | Rinascita B. Rimini | Rinascita B. Rimini | Rinascita B. Rimini | 75                  | 60                  | 83         | 91         |    |    |              |              |              |        |        |        |        |  |
|  | 2D               | Ruvo di Puglia      | Ruvo di Puglia      | 69                  | 82               | 79               | 75               |  |  | Raggisolaris Faenza | Raggisolaris Faenza | Raggisolaris Faenza | 56                  | 71                  | 78         | 86         |    |    |              |              |              |        |        |        |        |  |
|  | 7C               | Raggisolaris Faenza | Raggisolaris Faenza | 80                  | 73               | 87               | 77               |  |  |                     |                     |                     |                     |                     |            |            |    |    |              |              |              |        |        |        |        |  |

#### Tabellone 4
|  | Quarti di finale | Quarti di finale    | Quarti di finale    | Quarti di finale  | Quarti di finale | Quarti di finale | Quarti di finale |  |  | Semifinali          | Semifinali          | Semifinali          | Semifinali       | Semifinali | Semifinali | Semifinali |    |    | Finale              | Finale              | Finale | Finale | Finale | Finale | Finale |  |
|  |                  |                     |                     |                   |                  |                  |                  |  |  |                     |                     |                     |                  |            |            |            |    |    |                     |                     |        |        |        |        |        |  |
|  | 1D               | Fortitudo Agrigento | Fortitudo Agrigento | 72                | 68               | 63               | 65               |  |  |                     |                     |                     |                  |            |            |            |    |    |                     |                     |        |        |        |        |        |  |
|  | 8C               | A. Costa Imola      | A. Costa Imola      | 67                | 57               | 67               | 55               |  |  | Fortitudo Agrigento | Fortitudo Agrigento | Fortitudo Agrigento | 78               | 59         | 63         | 69         |    |    |                     |                     |        |        |        |        |        |  |
|  | 4C               | N.P.C. Rieti        | N.P.C. Rieti        | 62                | 71               | 51               | 68               |  |  | N.P.C. Rieti        | N.P.C. Rieti        | N.P.C. Rieti        | 63               | 53         | 67         | 67         |    |    |                     |                     |        |        |        |        |        |  |
|  | 5D               | Virtus Salerno      | Virtus Salerno      | 47                | 63               | 55               | 64               |  |  |                     |                     |                     |                  |            |            |            |    |    | Fortitudo Agrigento | Fortitudo Agrigento | 89     | 72     | 58     | 63     | 63     |  |
|  | 3D               | Lions Bisceglie     | 72                  | 83                | 69               | 84               | 48               |  |  |                     |                     | Sebastiani Rieti    | Sebastiani Rieti | 69         | 57         | 60         | 73 | 60 |                     |                     |        |        |        |        |        |  |
|  | 6C               | Pall. Senigallia    | 75                  | 57                | 76               | 40               | 49               |  |  | Pall. Senigallia    | Pall. Senigallia    | Pall. Senigallia    | Pall. Senigallia | 60         | 48         | 55         |    |    |                     |                     |        |        |        |        |        |  |
|  | 2C               | Sebastiani Rieti    | Sebastiani Rieti    | Sebastiani Rieti  | 81               | 91               | 74               |  |  | Sebastiani Rieti    | Sebastiani Rieti    | Sebastiani Rieti    | Sebastiani Rieti | 84         | 99         | 75         |    |    |                     |                     |        |        |        |        |        |  |
|  | 7D               | Viola R. Calabria   | Viola R. Calabria   | Viola R. Calabria | 60               | 49               | 63               |  |  |                     |                     |                     |                  |            |            |            |    |    |                     |                     |        |        |        |        |        |  |

### Playout
I play out si svolgono in un primo turno con squadre dello stesso girone che si scontrano tra: 12°-15° e 13°-14°, le gare si svolgono al meglio delle 5 seguendo l'alternanza casa-casa-fuori-fuori-casa. 
Le vincenti del primo turno ottengono la salvezza in Serie B; mentre tra le 8 sconfitte le 4 peggior classificate retrocedono direttamente in Serie C regionale. Le 4 restanti partecipano a un concentramento su campo neutro, in cui la vincente ottiene la salvezza e le restanti retrocedono. 

#### Primo turno

##### Girone A
|  | Playout |                    |               |               |    |    |    |  |
|  |         |                    |               |               |    |    |    |  |
|  | 12      | USE Empoli         | USE Empoli    | USE Empoli    | 72 | 60 | 67 |  |
|  | 15      | Basket Cecina      | Basket Cecina | Basket Cecina | 65 | 58 | 63 |  |
|  | 13      | Oleggio Basket     | 55            | 81            | 73 | 63 | 55 |  |
|  | 14      | Sangiorgese Basket | 63            | 61            | 80 | 61 | 56 |  |

##### Girone B
|  | Playout |                      |    |    |    |    |    |  |
|  |         |                      |    |    |    |    |    |  |
|  | 12      | Bologna 2016         | 68 | 82 | 81 | 68 | 69 |  |
|  | 15      | Nuova Pall. Olginate | 67 | 86 | 70 | 69 | 84 |  |
|  | 13      | Pall. Crema          | 58 | 62 | 64 | 73 | 61 |  |
|  | 14      | Jesolo               | 62 | 51 | 73 | 61 | 58 |  |

##### Girone C
|  | Playout |                    |                    |    |    |    |    |  |
|  |         |                    |                    |    |    |    |    |  |
|  | 12      | Tigers Cesena      | Tigers Cesena      | 59 | 77 | 92 | 78 |  |
|  | 15      | Sutor Montegranaro | Sutor Montegranaro | 60 | 68 | 67 | 68 |  |
|  | 13      | Aurora Jesi        | Aurora Jesi        | 85 | 72 | 84 | 79 |  |
|  | 14      | Virtus Civitanova  | Virtus Civitanova  | 46 | 77 | 72 | 68 |  |

##### Girone D
|  | Playout |                  |                  |                  |    |    |    |  |
|  |         |                  |                  |                  |    |    |    |  |
|  | 12      | Del Fes Avellino | Del Fes Avellino | Del Fes Avellino | 70 | 75 | 68 |  |
|  | 15      | Forio Ischia     | Forio Ischia     | Forio Ischia     | 52 | 61 | 56 |  |
|  | 13      | Virtus Cassino   | Virtus Cassino   | 55               | 76 | 62 | 63 |  |
|  | 14      | ANB Monopoli     | ANB Monopoli     | 65               | 64 | 69 | 70 |  |

#### Secondo turno
Concentramento in campo neutro. La vincente ottiene la salvezza in Serie B. 
|  | Semifinali        | Semifinali        | Semifinali        |                   |                | Finale         | Finale | Finale |  |
|  |                   |                   |                   |                   |                |                |        |        |  |
|  | Oleggio Basket    | Oleggio Basket    | 70                |                   |                |                |        |        |  |
|  | Oleggio Basket    | Oleggio Basket    | 70                |                   |                |                |        |        |  |
|  | Bologna 2016      | Bologna 2016      | 65                |                   |                |                |        |        |  |
|  | Bologna 2016      | Bologna 2016      | 65                |                   | Oleggio Basket | Oleggio Basket | 64     |        |  |
|  |                   |                   |                   |                   | Oleggio Basket | Oleggio Basket | 64     |        |  |
|  |                   |                   | Virtus Civitanova | Virtus Civitanova | 49             |                |        |        |  |
|  | Virtus Civitanova | Virtus Civitanova | Virtus Civitanova | Virtus Civitanova | 49             | 79             |        |        |  |
|  | Virtus Civitanova | Virtus Civitanova |                   |                   |                |                |        |        |  |
|  | Virtus Cassino    | Virtus Cassino    | 68                |                   |                |                |        |        |  |

## Verdetti

### Squadre Promosse
- Promozioni in Serie A2:

Ferraroni Juvi Cremona: Niccolò De Martin, Marko Milovanovikj, Marco Bona, Matteo Tonello, Carlo Fumagalli, Manuel Di Meco, Elvis Vacchelli, Niccolò Giulietti, Jacopo Preti, Andrea Sipala, Ferdinando Nasello, Enrico Gobbato. Allenatore: Alessandro Crotti.
Gesteco Cividale: Gabriele Miani, Luigi Cautiero, Adrián Chiera, Alessandro Cassese, Eugenio Rota, Aristide Mouaha, Leonardo Battistini, Matteo Frassineti, Alessandro Paesano, Gian Paolo Almansi, Enrico Micalich, Daniel Ohenhen. Allenatore: Stefano Pillastrini.
Rivierabanca Rimini: Andrea Tassinari, Borislav Mladenov, Dario Rossi, Guido Scali, Alessandro Scarponi, Eugenio Rivali, Marco Arrigoni, Francesco Bedetti, Tommaso Rinaldi, Luca Fabiani, Domenico D'Argenzio, Stefano Masciadri, Andrea Saccaggi. Allenatore: Mattia Ferrari.
Moncada Energy Agrigento: Sadio Traore, Alessandro Grande, Umberto Indelicato, Giuseppe Cuffaro, Lorenzo Ambrosin, Santiago Bruno, Cosimo Costi, Albano Chiarastella, Nicolas Morici, Mait Peterson, Andrea Lo Biondo. Allenatore: Michele Catalani.
KiEnergia Rieti (tramite acquisto di titolo sportivo): Michele Antelli, Matteo Franco, Maurizio Del Testa, Manuel Saladini, Marco Timperi, Davide Frizzarin, Filippo Testa, Francesco Papa, Gabriele Fin, Giorgio Broglia, Edoardo Tiberti, Eugenio Cortese. Allenatore: Gabriele Ceccarelli.

### Altri verdetti
- Retrocesse in Serie C regionale: College Borgomanero, Pall. Bernareggio 99, Giulia Giulianova, Formia Basket, Basket Cecina, Forio Basket 1977, Sutor Montegranaro, Basket Club Jesolo, Bologna Basket 2016, Virtus Cassino, Virtus Civitanova.
- Vincitrice Supercoppa LNP di Serie B 2021: Raggisolaris Faenza
- Vincitrice Coppa Italia Serie B: Pallacanestro Roseto